# Leopoldo Elia

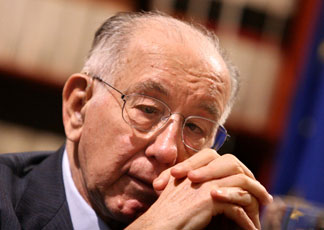
Leopoldo Elia

Leopoldo Elia (* 4. November 1925 in Fano; † 5. Oktober 2008 in Rom) war ein italienischer Jurist und Politiker.
1976 wurde Elia vom italienischen Parlament als Richter des Verfassungsgerichtshofes gewählt, von 1981 bis 1985 stand er diesem als Präsident vor. Im Jahr 1987 wurde er auf der Liste der Democrazia Cristiana in den Senat gewählt. Von 1992 bis 1994 war er Mitglied der Abgeordnetenkammer. 1996 wurde er wieder Senator, diesmal für den Ulivo.
In der Regierung von Ministerpräsident Ciampi war er von 1993 bis 1994 Minister für Reformen des Wahlrechts und der Institutionen, vom 19. April bis zum 10. Mai 1994 diente er als Außenminister seines Landes.
Als Professor für Verfassungsrecht war er an mehreren Universitäten tätig und Autor zahlreicher Monografien und Essays.
Er starb am 5. Oktober 2008, im Alter von 83 Jahren.